# پروژه گرین‌لایت
پروژۀ گرین‌لایت (به انگلیسی: Project Greenlight) یک مجموعه تلویزیونی مستند آمریکایی است که بر فیلمسازانی تمرکز دارد که برای اولین بار شانس کارگردانی یک فیلم بلند را پیدا می‌کنند. این مجموعه توسط الکس کلجیان ساخته شده، توسط الی هولزمن توسعه یافته و توسط بن افلک، مت دیمون، شان بیلی و کریس مور از طریق شرکت‌های تولیدی‌شان LivePlanet و Miramax Films تهیه شده است. پروژه گرین‌لایت در ابتدا به مدت دو فصل (از ۲۰۰۱ تا ۲۰۰۳) از شبکه HBO پخش شد و سپس در سال ۲۰۰۵ برای فصل سوم به شبکه Bravo منتقل شد. این مجموعه در سال ۲۰۱۵ برای فصل چهارم به HBO بازگشت. در ۲۶ ژوئیه ۲۰۱۶، این مجموعه لغو شد. در ماه مه ۲۰۲۱، HBO Max (که بعداً به Max تغییر نام داد) این مجموعه را با سفارش ۸ قسمتی تحویل گرفت و توسط ایسا ری از طریق شرکت تولیدی‌اش Hoorae Media تهیه خواهد شد. نسخه جدید با عنوان پروژه گرین‌لایت: نسل بعدی، در ۱۳ ژوئیه ۲۰۲۳ منتشر خواهد شد.